# Saint-Martin (Quebec)
Saint-Martin es un municipio parroquial canadiense situado en la provincia de Quebec.

## Superficie
Saint-Martin tiene una superficie de 118 km².

## Demografía
En 2021, tenía 2588 habitantes, una densidad poblacional de 21,9 hab./km², y 1226 viviendas.